# Tchad i olympiska sommarspelen 2016
Tchad deltog med två deltagare vid de olympiska sommarspelen 2016 i Rio de Janeiro. Ingen av landets deltagare erövrade någon medalj.

## Friidrott
Förkortningar
- Notera– Placeringar avser endast det specifika heatet.
- Q = Tog sig vidare till nästa omgång
- q = Tog sig vidare till nästa omgång som den snabbaste förloraren eller, i fältgrenarna, genom placering utan att nå kvalgränsen
- NR = Nationellt rekord
- N/A = Omgången fanns inte i grenen
- Bye = Idrottaren behövde inte tävla i omgången

Bana och väg
| Idrottare        | Gren                 | Heat     | Heat      | Semifinal        | Semifinal        | Final            | Final            |
| Idrottare        | Gren                 | Resultat | Placering | Resultat         | Placering        | Resultat         | Placering        |
| ---------------- | -------------------- | -------- | --------- | ---------------- | ---------------- | ---------------- | ---------------- |
| Bachir Mahamat   | Herrarnas 400 meter  | 48,59    | 7         | Gick inte vidare | Gick inte vidare | Gick inte vidare | Gick inte vidare |
| Bibiro Ali Taher | Damernas 5 000 meter | DNF      | DNF       | i.u.             | i.u.             | Gick inte vidare | Gick inte vidare |